# Обнинский автобус
Обнинский автобус — автобусная система в городе Обнинске, Россия.
Регулярные пассажирские перевозки пассажиров автобусами на территории города по 20 маршрутам, а также пригородное сообщение (6 маршрутов) осуществляется муниципальным предприятием «Обнинское пассажирское автотранспортное предприятие» (МП «ОПАТП»). За год предприятием перевозится более 12 млн. пассажиров, из них льготных категорий, более 7 млн. человек.
На маршрутах также работают частные перевозчики. В городе порядка десяти предприятий и индивидуальных предпринимателей, осуществляющих пассажирские перевозки на городских маршрутах, которые дополняют маршруты движения автобусов МП «ОПАТП».
По состоянию на 2022 год стоимость проезда как в муниципальных автобусах, так и в маршрутных такси составляет 25 рублей.
8 июля 2024 года стоимость проезда поднята до 35 рублей за одну поездку.
Объем пассажироперевозок распределяется между МП ОПАТП и частными перевозчиками примерно 50 на 50 %.

## История
За 2009 год сокращено общее количество маршруток на улицах города с 619 до 380 единиц.
В январе 2015 года произошло резкое сокращение количества рейсов автобусов МП ОПАТП, в результате чего интервалы движения городского автобуса на всех маршрутах редко составляют менее 1 часа.
С октября 2018 года в связи со смертью перевозчика В. Васюкова, на неопределённый срок остановлено обслуживание маршрутов № 9, 15 и 23.
9 ноября 2018 года администрацией города была представлена новая маршрутная сеть. Она разрабатывалась с учётом анализа пассажиропотока и пожеланий перевозчиков. Планировалось сократить количество маршрутов с шестнадцати до девяти. Существующие маршруты будут изменены. Кроме того, количество частных маршрутных автобусов сократится с 300 до 80 единиц. Новая схема не была использована в дальнейшем изменении маршрутной сети.
17 декабря 2018 года был назначен новый директор МП ОПАТП, Дмитрий Козаков. Прежний руководитель, Виктор Жилкин, покинул должность «в связи с исправлением ситуации на предприятии».
В 2019 году в муниципальных и частных автобусах Обнинска была проведена установка валидаторов для оплаты проезда.
Летом 2023 изменена маршрутная сеть по проекту Высшей школы экономики. Подверглись изменениям все маршруты. Были добавлены новые, ранее не используемые, остановки на улицах Славского, Табулевича, Звездной, Калужской, бульваре Антоненко. Новая маршрутная сеть была неоднозначно принята жителями города.
На апрель 2024 МП "ОПАТП" обслуживает маршруты:
- № 1 — Промплощадка — Экодолье — Промплощадка;
- № 2 — АБЗ — ИАТЭ — АБЗ;
- № 3 — Кончаловские горы — Экодолье — Кончаловские горы;
- № 4А — Вокзал — ЖК Олимп — 12 месяцев — Вокзал;
- № 4Б — Вокзал — Экобазар — ЖК Олимп — Вокзал;
- № 5 — Вокзал — 51 мкр. — пос. Мирный — Вокзал;
- № 6 — Вокзал — Автостанция — Вокзал;
- № 7 — Промплощадка — ул. Борисоглебская —- Промплощадка;
- № 8 — Автостанция — блв. Антоненко — Автостанция;
- № 9А — Вокзал — 32 мкр. — Музыкальная школа - Вокзал;
- № 9Б — Вокзал — Музыкальная школа — 32 мкр. - Вокзал;
- № 10А  — ул. Энгельса — ФХИ (утренний час пик);
- № 10Б  — Вокзал — ВНИИСХР (утренний час пик); ВНИИСХР — гост. Юбилейная (вечерний час пик);
- № 10В — ул. Гагарина — ВНИИСХР (утренний час пик); ВНИИСХР — ул. Гагарина (вечерний час пик);

- № 11 — Автостанция — ВНИИСХР — 100-е здание завода "Сигнал" — Автостанция.

Частные перевозчики:
- № 4 — Вокзал — Экобазар — 32 мкр. — Вокзал;
- № 9 — Вокзал — 32 мкр. — 12 месяцев — Вокзал;
- № 12 — Вокзал — ЖК Олимп — Музыкальная школа — Вокзал;
- № 13 — Вокзал — Музыкальная школа — ЖК Олимп — Вокзал.

На апрель 2024 они обслуживаются автобусами:
- 3 автобуса МАЗ-206 (дизель)
- 10 автобусов СИМАЗ-2258 (дизель)
- 13 автобусов ПАЗ «Vector Next» (дизель)
- 17 автобусов МАЗ-206 (метан)
- 18 автобусов НЕФАЗ-5299 (метан)
- 18 автобусов МАЗ-103 (метан)
- 28 автобусов СИМАЗ-2258 (метан)

### Модернизация МП «ОПАТП»
В 2022 году начата модернизация МП «Обнинское пассажирское автотранспортное предприятие». Закуплено 36 автобусов большого класса (18 МАЗ-103 и 18 НЕФАЗ-5299) на КПГ и 10 автобусов среднего класса СИМАЗ-2258, все белого цвета. В автобусах работают валидаторы для самостоятельной оплаты транспортными и банковскими картами, действует система оповещения остановок, видеонаблюдение, датчики пассажиропотока, ТВ-экраны, USB-розетки. Автобусы МАЗ-103 также оснащены кондиционерами.
15 мая 2022 года стоимость проезда повышена до 25 рублей.
В июле 2022 года запущены автобусные маршруты №18 «Экодолье — Привокзальная площадь» (по улицам Курчатова, Энгельса, Белкинской, Борисоглебской), 19 «Экодолье — Привокзальная площадь» (по проспектам Ленина, Маркса, улицам Гагарина, Белкинской, Борисоглебской).
В 2022 году все новые и уже действующие автобусы Обнинска оснастили валидаторами бесконтактной оплаты проезда aQsi Cube, ранее получивших распространение в общественном транспорте Перми, Череповца, Новосибирска, Красноярска, Сыктывкара, Волгограда, Нижнего Новгорода, Южно-Сахалинска, Кемерова, Читы, Ярославля и других городов.
Обновление подвижного состава получило продолжение в 2023 году: зимой 2022-2023 годов прибыли новые автобусы СИМАЗ-2258 на КПГ, в марте прибыли 12 новых автобусов среднего класса МАЗ-206 на КПГ. Основной отличительной особенностью стал цвет: автобусы МАЗ-206 окрашены в лазурный цвет, аналогично, например, автобусам в Санкт-Петербурге и в Архангельске.

В конце июля МП ОПАТП начало работать на маршрутах №№ 18 и 19, где пассажиров стали перевозить автобусы СИМАЗ. А новые МАЗы большого класса выпустили на маршруты №№ 3КГ и 3АБЗ.
С 1 ноября 2022 года МП ОПАТП приступило к обслуживанию автобусных маршрутов №№ 2АБЗ и 5.
На маршруты №№ 2КГ и 21 вместо прежних перевозчиков МП ОПАТП вышло работать по новым контрактам с 1 февраля этого года.
В марте к МП ОПАТП перешли маршруты №№ 14 и 15.
К лету 2023 МП ОПАТП было основным перевозчиком в городе и обслуживало маршруты №№ 1; 2АБЗ; 2КГ; 3АБЗ; 3КГ; 5; 8; 10А; 10Б; 10В; 14; 15; 17; 18; 19; 21.
Также в наукограде остались работать ООО «ВасАвто» — на маршруте № 9, ООО «Цефей» — на маршрутах №№ 4, 13 и ООО «ТК Автосеть» — на маршруте № 12.
5 августа 2023 были отменены маршруты №2АБЗ; 2КГ; 3АБЗ; 3КГ; 17; 18; 19. Вместо них поехали новые №1; 2; 3. Многие старые маршруты были переименованы без изменения трассировки: №1 в №11; №14 в 9Б; №15 в №9А; №21 в №6. 10 августа запустили маршрут №7 через улицу Звездную. В первые дни после реформы пользование транспортом было бесплатным.
В конце августа маршрут №8 был продлен в район Заовражье.
С 1 апреля 2023 года в автобусах города Обнинска начали работу контролёры. По состоянию на апрель 2024 года, штраф за безбилетный проезд составляет 500 рублей.
На Новый год 2024 были запущены новые маршруты №№ 4А и 4Б.
В июне 2024 года в Обнинск на испытания поступил электробус КамАЗ-6282 «московского образца». Машину планируют тестировать на всех городских маршрутах в течение месяца, о дальнейших закупках пока ничего не говорится.

## Список маршрутов[11]
| №                   | Наименование маршрута                                                                              | Период обслуживания                  | Тип перевозок             | Перевозчик             |
| ------------------- | -------------------------------------------------------------------------------------------------- | ------------------------------------ | ------------------------- | ---------------------- |
| Регулярные маршруты | |                                      |                           |                        |
| 1                   | Промплощадка — Экодолье                                                                            | круглогодично                        | По регулируемому тарифу   |                        |
| 2                   | АБЗ — ИАТЭ                                                                                         | круглогодично                        | По регулируемому тарифу   | МБУ "ОГТ"              |
| 3                   | Кончаловские горы — Экодолье                                                                       | круглогодично                        | По регулируемому тарифу   | МБУ "ОГТ"              |
| 4                   | Привокзальная площадь — Гостиница Юбилейная (кольцевой, по часовой стрелке)                        | круглогодично                        | По регулируемому тарифу   | ООО «Цефей»            |
| 4А                  | Привокзальная площадь — ЖК Олимп (кольцевой, по часовой стрелке)                                   | круглогодично                        | По регулируемому тарифу   | МБУ "ОГТ"              |
| 4Б                  | Привокзальная площадь — ЖК Олимп (кольцевой, против часовой стрелки)                               | круглогодично                        | По регулируемому тарифу   | МБУ "ОГТ"              |
| 5                   | Привокзальная площадь — 51 микрорайон                                                              | круглогодично                        | По регулируемому тарифу   | МБУ "ОГТ"              |
| 6                   | Привокзальная площадь — Автостанция Обнинск — Привокзальная площадь                                | круглогодично                        | По регулируемому тарифу   | МБУ "ОГТ"              |
| 7                   | Промплощадка — Школа №17 — Промплощадка                                                            | круглогодично                        | По регулируемому тарифу   | МБУ "ОГТ"              |
| 8                   | Автостанция — ЖК Олимп                                                                             | круглогодично                        | По регулируемому тарифу   | МБУ "ОГТ"              |
| 9                   | Привокзальная площадь — ТЦ Фантазия — Привокзальная площадь (кольцевой)                            | круглогодично                        | По нерегулируемому тарифу | ООО "Обнинсктрансавто" |
| 9А                  | Привокзальная площадь — Улица Энгельса — Привокзальная площадь (кольцевой, по часовой стрелке)     | круглогодично                        | По нерегулируемому тарифу | ООО "Обнинсктрансавто" |
| 9Б                  | Привокзальная площадь — Улица Энгельса — Привокзальная площадь (кольцевой, против часовой стрелки) | круглогодично                        | По нерегулируемому тарифу | ООО "Обнинсктрансавто" |
| 10А                 | Улица Энгельса — ВХИ                                                                               | по рабочим дням, один рейс в день    | По регулируемому тарифу   | МБУ "ОГТ"              |
| 10Б                 | Привокзальная площадь — гостиница Юбилейная                                                        | по рабочим дням, четыре рейса в день | По регулируемому тарифу   | МБУ "ОГТ"              |
| 10В                 | Улица Гагарина — ВНИИСХР                                                                           | по рабочим дням, четыре рейса в день | По регулируемому тарифу   | МБУ "ОГТ"              |
| 11                  | Автостанция — 100-е здание завода Сигнал                                                           | круглогодично                        | По регулируемому тарифу   |                        |
| 12                  | Привокзальная площадь — ТРЦ Триумф Плаза — Привокзальная площадь (кольцевой)                       | круглогодично                        | По нерегулируемому тарифу | ООО «Васавто»          |
| 13                  | Привокзальная площадь — Улица Гагарина — Привокзальная площадь (кольцевой)                         | круглогодично                        | По нерегулируемому тарифу | ООО «Цефей»            |

## Подвижной состав

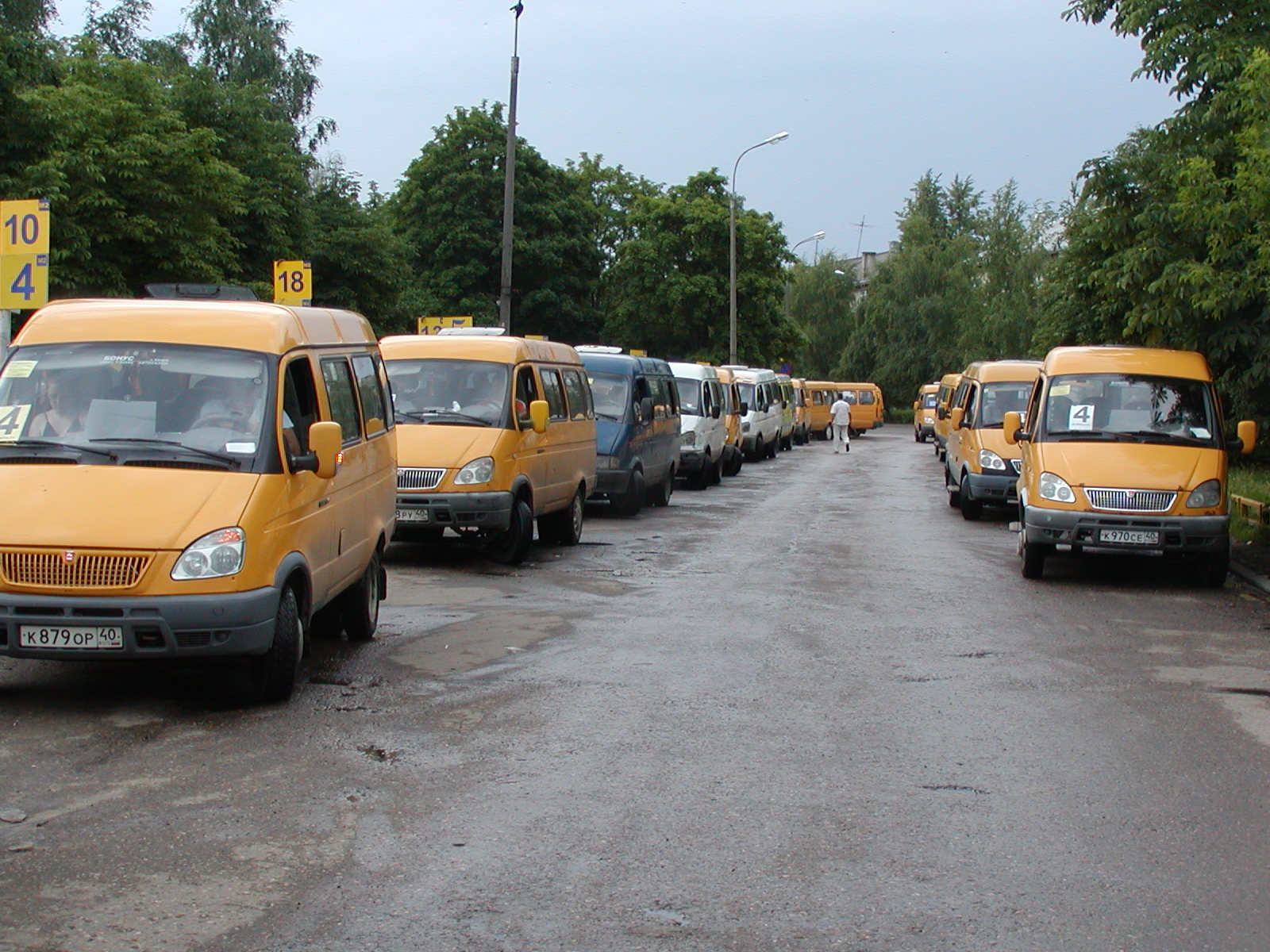
Маршрутные такси на автобусной остановке «Вокзал»

На февраль 2025 года численность муниципального автобусного парка — 111 единиц, в том числе, 38 автобусов СИМАЗ-2258, 18 автобусов МАЗ-103.965, 18 автобусов МАЗ-206.948, 18 автобусов НефАЗ-5299-40-57 (CNG), 13 автобусов ПАЗ-320435-04 "Vector Next", 2 автобуса МАЗ-206.086, 1 автобус ГАЗ-A68R52 City, ПАЗ-32053-70, ПАЗ-4234 и Промтех-3842.
Подвижной состав частных перевозчиков насчитывает порядка 400 единиц т/с и представлен в основном микроавтобусами Fiat Ducato, Peugeot Boxer, Mercedes-Benz Sprinter Classic, Ford Transit.

## Остановки

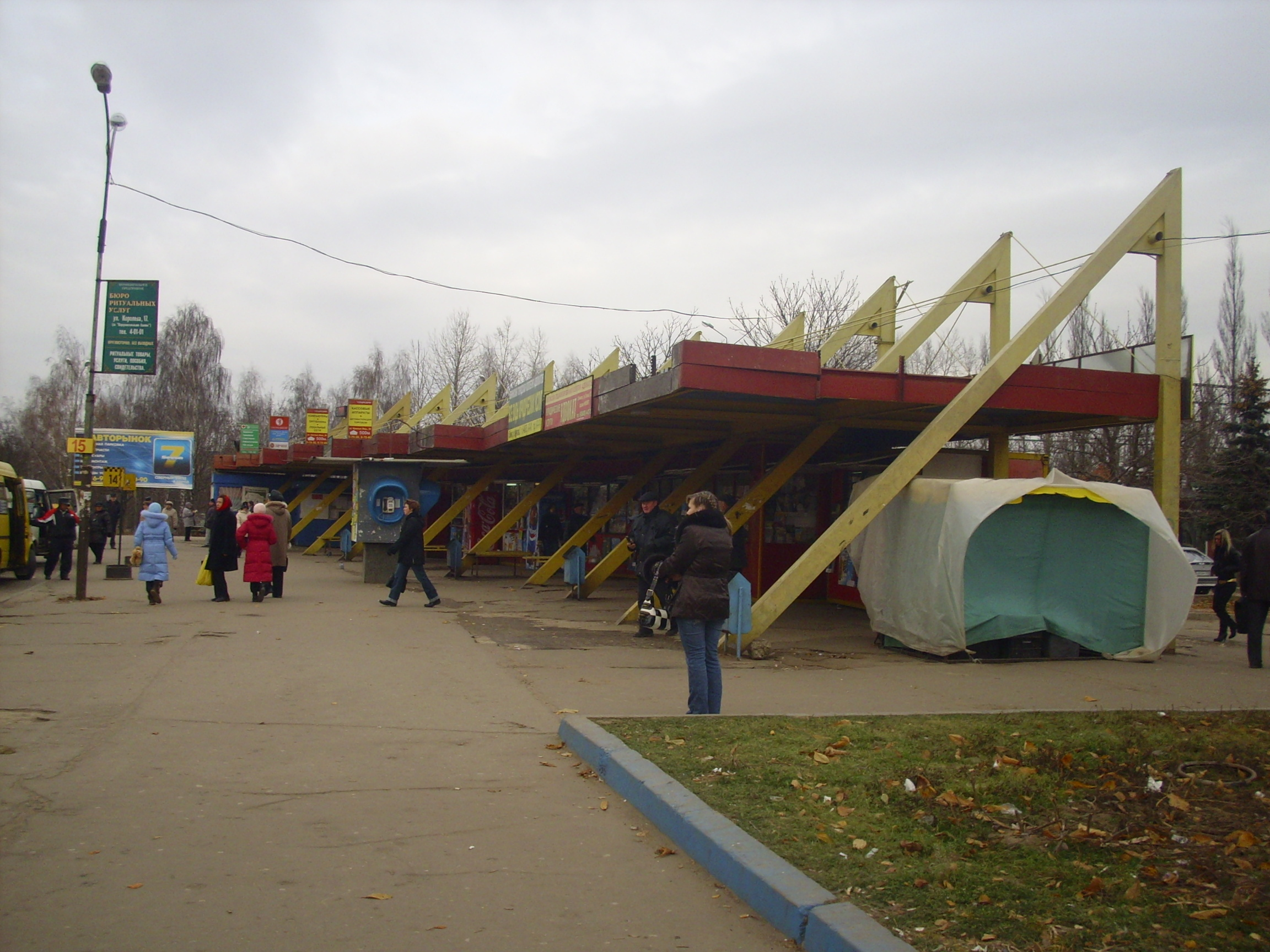
Автобусная остановка «Вокзал»

Крупнейшая автобусная остановка «Вокзал» расположена около железнодорожной станции «Обнинское» Киевского направления МЖД. По другую сторону железной дороги располагается остановка «Автостанция», откуда осуществляется пригородное и междугородное сообщение.